# Keegan Cooke
Peter Keegan Cooke (Harare, 20 giugno 1988) è un multiplista zimbabwese.

## Biografia
Cooke ha frequentato il college in California per poi essere ingaggiato dapprima dall'Università dell'Arizona e poi all'Università di Santa Barbara dove ha gareggiato nei team di atletica leggera ai campionati NCAA, competendo nelle prove multiple. Ha rappresentato internazionalmente lo Zimbabwe nelle manifestazioni regionali nel biennio 2015-2016.
Nel 2014 ha stabilito un nuovo record nazionale nel decathlon, migliorato poi negli anni, appartenuto fino a quel momento per 23 anni a Stan Flowers.

## Palmarès
| Anno | Manifestazione      | Sede        | Evento    | Risultato | Prestazione | Note |
| ---- | ------------------- | ----------- | --------- | --------- | ----------- | ---- |
| 2015 | Giochi panafricani  | Brazzaville | Decathlon | 5º        | 6 626 p.    |      |
| 2016 | Campionati africani | Durban      | Decathlon | 8º        | 5 854 p.    |      |